# Коронавірусна хвороба 2019 у Великій Британії
Коронаві́русна хворо́ба 2020 у Великій Британії — розповсюдження світової пандемії коронавірусу 2019 (COVID-19) територією Великої Британії. Перший підтверджений випадок на території Британії було виявлено 31 січня 2020 у Йорку, Північний Йоркшир.
2020 року Британія стала одним із епіцентрів пандемії коронавірусу у світі і в Європі зокрема. До цього призвела політика уряду країни: спочатку було оголошено, що населення має перехворіти на новий вірус і виробити до нього імунітет. Згодом від цієї ідеї відмовилися і 23 березня ввели карантин.

## Хронологія

### 2020
23 березня уряд запровадив карантин.
24 березня кількість хворих перевищила 8 тисяч, померли 422 людини.
25 березня принц Чарльз — спадкоємець британського престолу — захворів на коронавірус.
27 березня міністр охорони здоров'я Британії Метт Хенкок і прем'єр Борис Джонсон захворіли на коронавірус.
5 квітня госпіталізували хворого на коронавірус прем'єра Бориса Джонсона.
10 квітня зафіксували найбільшу кількість загиблих за добу — 980 хворих.
15 квітня кількість хворих зросла до 100000. За добу захворіло 3 828 осіб, 700 осіб померло, Британія — третя в світі за добовою смертністю.
18 квітня кількість хворих зросла до 109000. Загальна кількість жертв склала 15 464 особи.
19 квітня в Британії було зафіксовано різке скорочення кількості летальних випадків, за добу померло 596 людей, тоді як добою раніше — 888 пацієнтів. Кількість підтверджених випадків — 120,067.
4 травня кількість смертей різко зменшилася. Всього 288, перед цим було 315, що удвічі менше, ніж позавчора. Кількість загиблих досягла 28 734 осіб, загальна кількість заражень — 190 584 тисяч (4 місце у світі). Тест на коронавірус здали понад 945 тисяч британців. За словами заступника головного лікаря Джонатана Ван Тама, пік пройдено.
Станом на 6 травня в Британії було зафіксовано 30 тисяч летальних випадків, за цим показником країна посіла друге місце, поступаючись США з 70 тисячами випадків.
26 липня Британія ввела обов'язковий двотижневий карантин для тих, хто прибуває з Іспанії.
31 липня на півночі країни було посилено карантин, а також було відкладено черговий етап пом'якшення карантину через ріст випадків захворювання (зареєстровано 846 нових випадків, це максимальне число за місяць).
Окрім того, було посилено масковий режим (захисні маски стануть обов'язковими у всіх загальнодоступних приміщеннях з 8 серпня, зокрема: музеях, галереях, кінотеатрах та місцях релігійних зібрань). Загалом почати вихід з карантину було заплановано на 1 серпня, відміну виходу з карантину було відкладено щонайменше до 15 серпня. Закритими залишили так звані зони «високого ризику», якими вважають ковзанки, казино та боулінг-клуби.
3 серпня в Манчестері було введено режим надзвичайної ситуації, серед 20 британських муніципалітетів із ростом кількості заражень, лише на регіон Великий Манчестер припадає більше третини випадків.
З 15 серпня розважальні заклади почали відновлювати роботу. Послаблення було заплановано на 1 серпня, але було перенесено на два тижні через нові сплески захворювання. Було відкрито казино, ковзанки, боулінг-клуби та криті ігрові зони. При цьому, нічні клуби, танцювальні зали і будинки розпусти залишили закритими.
27 серпня у футбольному клубі Челсі було зафіксовано спалах вірусу, четверо гравців було відправлено на карантин. Всі четверо проводили відпустку на грецькому острові Міконос.
18 вересня було посилено карантин у семи муніципалітетах на північному сході країни, ці обмеження торкнулись 2 млн жителів. Карантин передбачає заборону для людей на спілкування з тими, з ким вони не проживають разом, а всі заклади харчування та розваг закриватимуться о 22:00.
22 вересня було посилено карантин: паби та ресторани мали зачинятися о 22:00, а всі громадяни за можливості мали працювати віддалено. Також було заборонено зібрання більше шести людей.
З 17 жовтня графство Ланкашир ввело третю фазу карантину, посиливши обмеження після посилення карантину в Мерсісайді.
19 жовтня в Уельсі було введено жорсткий локдаун.
24 жовтня карантин також введено у Південному Йоркширі.
25 жовтня тисячі людей у Лондоні вийшли протести проти карантину.
29 листопада країна домовилась про поставку додаткових 2 мільйонів доз вакцини Moderna на додачу до замовлених раніше 5 мільйонів.
3 грудня Британія отримала перші дози вакцини Pfizer та BioNTech. Масову вакцинацію населення було заплановано почати з 8 грудня.
8 грудня 90-річна британка Маргарет Кінан отримала перше щеплення від коронавірусу.
9 грудня було зафіксовано перші випадки алергії на вакцину.
11 грудня країна скоротила термін самоізоляції для туристів, що прибувають, з 14 до 10 днів.
19 грудня Британія ввела 4-й рівень карантину для Лондону й південно-східних регіонів країни, це передбачає локдаун для певних регіонів. Цього дня в Британії було виявлено нову мутацію вірусу, через що деякі європейські країні закрили сполучення з країною або посилили вимоги до тих, хто прибуває звідти: зокрема, так зробили Франція, Німеччина, Греція, Ірландія, Ізраїль, Нідерланди та Італія, причому в двох з цих країн вже виявлено новий штам вірусу.
20 грудня на кордоні із Британією у Франції накопичилася значна кількість фур — за деякими даними до 1000 через закриття кордону із Британією. Водії ночували у вантажівках, в надії швидкого відкриття кордону. Деяка частина з них везли свіжі продукти для торгових мереж Великої Британії.
23 грудня уряд Франції дозволив перетин кордону для громадян Франції, громадян Британії, які проживають у Франції, і перевізників — якщо у них був негативний тест менш ніж за 72 години до в'їзду. На кордоні організували експрес-тестування на коронавірус. Нідерланди теж погодилися на відкриття кордону за наявності негативного тесту. Інші 50 країн, що ввели заборону на поїздку до Британії, ще не відмінили заборони. У Британії цього дня померло 744 чоловік, найбільше з початку пандемії, а захворіло 39 237, це трохи більше 36 804 за добу перед цим.
29 грудня британка Маргрет Кінан, перша пацієнтка у світі, якій поза клінічними випробуваннями зробили щеплення від коронавірусу вакциною від компаній Pfizer та BioNTech, отримала вже другу дозу. Наприкінці грудня Британія визнала вакцину AstraZeneca безпечною та ефективною та замовила 100 млн її доз. Вакцинацію даною вакциною було заплановано на січень 2021 року.

### 2021
8 січня в Лондоні було оголошено надзвичайну ситуацію через COVID через загрозу переповнення лікарень. З 13 січня вакцинація у країні проводилася цілодобово. Місцевий вробник вакцини Astrazeneca планував вийти на рівень виробництва двох мільйонів доз препарату щотижня до середини лютого. Окрім того, уряд країни вирішив не вводити вакцинаційний паспорт, а натомість використовувати мобільний додаток для підтвердження отримання вакцини.
З 18 січня було повторно введено карантин на 10 днів для тих, хто в'їжджає у країну. Станом на 28 лютого, щеплення у Британії отримали понад 20 мільйонів людей.
9 квітня урядом Британії країни світу було умовно розділено на три частини (зелені, жовті, червоні), згідно з яким планувалося допускати туристів у країну. Туристичний сезон було заплановано почати у травні.
25 травня помер Вільям Шекспір — перший чоловік у світі, що отримав вакцину від Covid-19. Йому було 82 роки і він помер від інсульту. Вакцину йому вкололи ще у грудні 2020 року.
30 червня в Британії було зафіксовано найбільшу кількість захворювань з січня 2021 року.
6 липня для пришвидшення вакцинації в Лондоні було оголошено розіграш квитків на фінал Євро-2020 за участь у щепленні. 14 липня, після фіналу Євро-2020, у Британії було зафіксовано шестимісячний максимум випадків захворюваності.
У вересні урядом було дозволено вакцинацію підлітків віком 12-15 років. Згодом британські медики прийняли рішення викинути 800 тис. доз вакцини AstraZeneca через закінчення терміну придатності препарату, що сплив у серпні.
26 листопада через штам Омікрон країна скасувала рейси до Південної Африки, Намібії, Ботсвани, Зімбабве, Лесото і Есватіні. 20 грудня в Лондоні було оголошено надзвичайний стан через поширення штаму Омікрон. 22 грудня в країні встановлено рекорд за кількістю виявлених хворих - 106 тис. за добу.
30 грудня в країні було зафіксовано майже 190 тис. випадків захворювання.